# Villa Bracale
Die Villa Bracale ist ein Landhaus aus dem 19. Jahrhundert im Viertel Posillipo von Neapel in der italienischen Region Kampanien. Es liegt an der Via Posillipo, 37.

## Geschichte und Beschreibung
Die Villa wurde im Jahre 1878 erbaut. Sie zeigt sich als im Wesentlichen klassizistisches Gebäude mit drei Stockwerken, die in unwegsamen Gelände gebaut und mit zwei symmetrisch angebrachten Seitenloggien ausgestattet ist. Der Zugang ist von der Via Posillipo aus, aber das Landhaus liegt an der kleinen Baia di San Pietro ai due Frati.
1897 logierte dort Oscar Wilde als Gast des Eigentümers, Gaetano del Giudice. Der große, irische Literat berbrachte in diesem Jahr seinen Urlaub in Neapel nach Verbüßung einer zweijährigen Haftstrafe mit Zwangsarbeit im Gefängnis von Reading wegen Homosexualität. In diesem Landhaus schrieb er das berühmte Gedicht The Ballad of Reading Gaol über diese traumatische Erfahrung in seinem Leben.
Heute ist das Landhaus eine Eigentumswohnanlage.